# Berndorf (Rötz)
Berndorf ist ein Ortsteil der Stadt Rötz im Landkreis Cham des Regierungsbezirks Oberpfalz im Freistaat Bayern.

## Geografie
Berndorf liegt 670 Meter nördlich der Bundesstraße 22, 500 Meter östlich der Staatsstraße 2150 und 2 Kilometer nordöstlich von Rötz. 1 Kilometer südlich von Berndorf fließt die Schwarzach nach Westen der Naab zu. 1 Kilometer westlich von Berndorf fließt der Rötzer Bach nach Süden der Schwarzach zu.

## Geschichte
Berndorf (auch: Pennedorf, Penndorf, Perndorff, Berndorff) gehört zu den -dorf-Orten. Die Ortsnamenforschung kennzeichnet die auf -dorf endenden Ortsnamen als Gründungen aus dem 9. bis 12. Jahrhundert. Solche Ortsnamen treten in der Umgebung von Rötz gehäuft auf.
Im 12. Jahrhundert lag Berndorf im Einflussbereich der Altendorfer-Leonberger, die in Berndorf Lehen hatten.
Berndorf gehörte 1285 und 1326 zum Amt Neunburg. Es wurde im Herzogsurbar von 1285 und im Urbar des Viztumamtes Lengenfeld von 1326 jeweils mit 4 Lehen aufgeführt. 1292 tauschte Reinboto von Schwarzenburg mit dem Kloster Schönthal zwei Höfe in Güttenberg und Trobelsdorf gegen zwei Höfe in Berndorf und Grafenkirchen. 1296 gab Waltherus de Wartperch Zehnte in Berndorf zugunsten des Klosters Schönthal an Wernhard Graf von Leonsberg zurück. 1299 verschenkte Konrad von Schwarzenburg einen Hof in Berndorf an das Kloster Schönthal.
1315 verkauften die Warberger ihre Zehentrechte über fünf Höfe in Berndorf an das Kloster Schönthal. 1317 schenkte Vlreich Durnär, Ministeriale des Landgrafen Ulrich von Leuchtenberg, dem Kloster Schönthal einen halben Hof in Berndorf.
Im Verzeichnis der Erträge des Klosters Schönthal von 1429 wurde Berndorf genannt.
Im Jahr 1522 gehörten Untertanen in Berndorf zum Kastenamt Rötz. 1522 erschien Berndorf mit 3 Untertanen des Amtes Rötz. In einem Verzeichnis von 1588 wurden Mannschaften in Berndorf als zur Frais Schwarzenburg gehörig aufgeführt. 1588 hatte Berndorf 2 Höfe, 2 Güter, 1 Sölde, 2 Inwohner; 1 Hof unterstand Hannsen Halbritter zu Flischbach.
1622 hatte Berndorf 5 Mannschaften. In der Steueranlage von 1630 wurde das Pflegamt Rötz in vier Viertel eingeteilt. Dabei gehörte Berndorf zum 3. Viertel. 1630 wurden für Berndorf 2 Höfe, 2 Güter, 1 bloßes Häusl, 1 Inwohner und 1 Hütmann verzeichnet und zur Hofmark Unterflischbach 1 Bestandner.
1762 gehörte ein Hauseigentümer mit einem Inwohner und Herdstätten zur Hofmark Unterflischbach. 1792 wurde die Aufteilung des Adelssitzes Flischbach in die beiden Hofmarken Oberflischbach und Unterflischbach aufgegeben. Sie bildeten nun gemeinsam die Hofmark Flischbach. Zu dieser gehörte ein Anwesen in Berndorf.
1808 gab es in Berndorf 6 Anwesen, die zum Kloster Schönthal grundbar waren, 1 Anwesen, das zum Niedergericht und zur Grundherrschaft Flischbach gehörte, 1 Hirtenhaus und 1 Weber.
1808 wurde die Verordnung über das allgemeine Steuerprovisorium erlassen. Mit ihr wurde das Steuerwesen in Bayern neu geordnet und es wurden Steuerdistrikte gebildet. Dabei kam Berndorf zum Steuerdistrikt Premeischl. Der Steuerdistrikt Premeischl bestand aus den Dörfern Arnstein und Premeischl, den Weilern Berndorf und Trobelsdorf und der Einöde Eglshöf.
1820 wurden im Landgericht Waldmünchen Ruralgemeinden gebildet. Dabei wurde Berndorf landgerichtliche Ruralgemeinde. Die Gemeinde Berndorf bestand aus den beiden Dörfern Berndorf mit 12 Familien und Trobelsdorf mit 6 Familien und der Einöde Egelshöf mit 3 Familien. 1836 wurde die Vereinigung der Gemeinden Berndorf und Gmünd beantragt. Dies wurde von der Regierung nicht genehmigt. 1945 wurde die Gemeinde Berndorf mit Trobelsdorf und Egelshöf in die Stadt Rötz eingegliedert.
Berndorf gehört zur Pfarrei Rötz. 1997 hatte Berndorf 27 Katholiken.

## Einwohnerentwicklung ab 1820
| Jahr | Einwohner   | Gebäude |
| ---- | ----------- | ------- |
| 1820 | 12 Familien | k. A.   |
| 1838 | 75          | 8       |
| 1861 | 57          | 23      |
| 1871 | 57          | 39      |
| 1885 | 57          | 9       |
| 1900 | 48          | 8       |
| 1913 | 50          | 7       |

| Jahr | Einwohner | Gebäude |
| ---- | --------- | ------- |
| 1925 | 50        | 7       |
| 1950 | 46        | 6       |
| 1961 | 39        | 6       |
| 1970 | 35        | k. A.   |
| 1987 | 31        | 6       |
| 2011 | 30        | k. A.   |